# 2004年夏季残疾人奥林匹克运动会阿富汗代表团
2004年夏季残疾人奥林匹克运动会阿富汗代表团是阿富汗派出的2004年夏季残疾人奥林匹克运动会代表团。未获得奖牌。